# 云顶镇 (东辽县)
云顶镇，是中华人民共和国吉林省辽源市东辽县下辖的一个乡镇级行政单位。

## 行政区划
云顶镇下辖以下地区：
兴华社区、李店村、中泉村、河信村、杨家村、进步村、云顶村、杂木村、水缸村、双城村、湾河村、西元村、金山村和东沟村。